# Liste des titulaires de la croix de chevalier de la croix de fer avec feuilles de chêne, glaives et brillants
Pour des articles plus généraux, voir Croix de chevalier de la croix de fer avec feuilles de chêne, glaives et brillants et Croix de chevalier de la croix de fer avec feuilles de chêne et glaives en or et brillants.
|                                                                                        |  |                                                                                                |
| La croix de chevalier de la croix de fer avec feuilles de chêne, glaives et brillants. |  | La croix de chevalier de la croix de fer avec feuilles de chêne et glaives en or et brillants. |

Voici la liste des titulaires de la croix de chevalier de la croix de fer avec feuilles de chêne, glaives et brillants, une des plus hautes décorations militaires allemandes de la Seconde Guerre mondiale qui fut remise vingt-sept fois au total.
Parmi ces vingt-sept militaires décorés, se trouvent trois maréchaux, dix généraux, trois colonels, neuf pilotes et deux commandants de sous-marins.
Seuls deux militaires reçurent des décorations de rang plus élevé dans l'ordre de la croix de fer. Hans-Ulrich Rudel reçut la croix de chevalier de la croix de fer avec feuilles de chêne et glaives en or et brillants et Hermann Göring la grand-croix.

## Liste des titulaires
| Numéro officiel | Nom                      | Arme         | Grade                                | Unité                                         | Date de décoration | Notes                                        |
| --------------- | ------------------------ | ------------ | ------------------------------------ | --------------------------------------------- | ------------------ | -------------------------------------------- |
| 1               | Werner Mölders           | Luftwaffe    | Oberst                               | Kommodore JG 51                               | 15 juillet 1941    |                                              |
| 2               | Adolf Galland            | Luftwaffe    | Oberst                               | Inspecteur Général de la chasse               | 28 janvier 1942    |                                              |
| 3               | Gordon Gollob            | Luftwaffe    | Major                                | Kommodore JG 77                               | 30 août 1942       |                                              |
| 4               | Hans-Joachim Marseille   | Luftwaffe    | Oberleutnant                         | Staffelkapitän 3./JG 27                       | 3 septembre 1942   |                                              |
| 5               | Hermann Graf             | Luftwaffe    | Oberleutnant                         | Staffelkapitän 9./JG 52                       | 16 septembre 1942  |                                              |
| 6               | Erwin Rommel             | Heer         | Generalfeldmarschall                 | Commandant Deutsches Afrika Korps             | 11 mars 1943       |                                              |
| 7               | Wolfgang Lüth            | Kriegsmarine | Korvettenkapitän                     | Commandant U-181                              | 9 août 1943        |                                              |
| 8               | Walter Nowotny           | Luftwaffe    | Hauptmann                            | Kommandeur I./JG 54                           | 19 octobre 1943    |                                              |
| 9               | Adelbert Schulz          | Heer         | Oberst                               | Commandant Pz.Rgt. 25 de la 7e Panzerdivision | 14 décembre 1943   |                                              |
| 10              | Hans-Ulrich Rudel        | Luftwaffe    | Major                                | Kommandeur III./StG 2 "Immelmann"             | 29 mars 1944       | Feuilles de chêne dorées le 29 décembre 1944 |
| 11              | Hyazinth Strachwitz      | Heer         | Oberst                               | Commandant Pz.Gruppe                          | 15 avril 1944      | A été promu Generalmajor en même temps       |
| 12              | Herbert Otto Gille       | Waffen-SS    | SS-Obergruppenführer                 | Commandant 5. SS-Pz.Div. "Wiking"             | 19 avril 1944      |                                              |
| 13              | Hans-Valentin Hube       | Heer         | General der Panzertruppe             | Commandant 1. Panzer.Armee                    | 20 avril 1944      | A été promu Generaloberst en même temps      |
| 14              | Albert Kesselring        | Luftwaffe    | Generalfeldmarschall                 | Commandant Heeresgruppe C                     | 19 juillet 1944    |                                              |
| 15              | Helmut Lent              | Luftwaffe    | Oberstleutnant                       | Kommodore NJG 3                               | 31 juillet 1944    |                                              |
| 16              | Sepp Dietrich            | Waffen-SS    | SS-Oberstgruppenführer               | Commandant I. SS-Pz.K.                        | 6 août 1944        |                                              |
| 17              | Walter Model             | Heer         | Generalfeldmarschall                 | Commandant Heeresgruppe Mitte                 | 17 août 1944       |                                              |
| 18              | Erich Hartmann           | Luftwaffe    | Oberleutnant                         | Staffelkapitän 9./JG 52                       | 25 août 1944       |                                              |
| 19              | Hermann Balck            | Heer         | General der Panzertruppe             | Commandant 4. Pz.Armee                        | 31 août 1944       |                                              |
| 20              | Hermann-Bernhard Ramcke  | Luftwaffe    | Generalleutnant der Fallschirmtruppe | Bataille de Brest                             | 19 septembre 1944  |                                              |
| 21              | Heinz-Wolfgang Schnaufer | Luftwaffe    | Hauptmann                            | Kommandeur IV./NJG 1                          | 16 octobre 1944    |                                              |
| 22              | Albrecht Brandi          | Kriegsmarine | Korvettenkapitän                     | Commandant U-967                              | 24 novembre 1944   |                                              |
| 23              | Ferdinand Schörner       | Heer         | Generaloberst                        | Commandant Heeresgruppe Nord                  | 1er janvier 1945   |                                              |
| 24              | Hasso von Manteuffel     | Heer         | General der Panzertruppe             | Commandant 5. Pz.Armee                        | 18 février 1945    |                                              |
| 25              | Theodor Tolsdorff        | Heer         | Generalmajor                         | Commandant 340. Volks-Grenadier-Div.          | 18 mars 1945       |                                              |
| 26              | Karl Mauss               | Heer         | Generalleutnant                      | Commandant 7e Panzerdivision                  | 15 avril 1945      |                                              |
| 27              | Dietrich von Saucken     | Heer         | General der Panzertruppen            | Commandant AOK Ostpreußen                     | 8 mai 1945         | -                                            |